# Dorfkirche Groß Kölzig

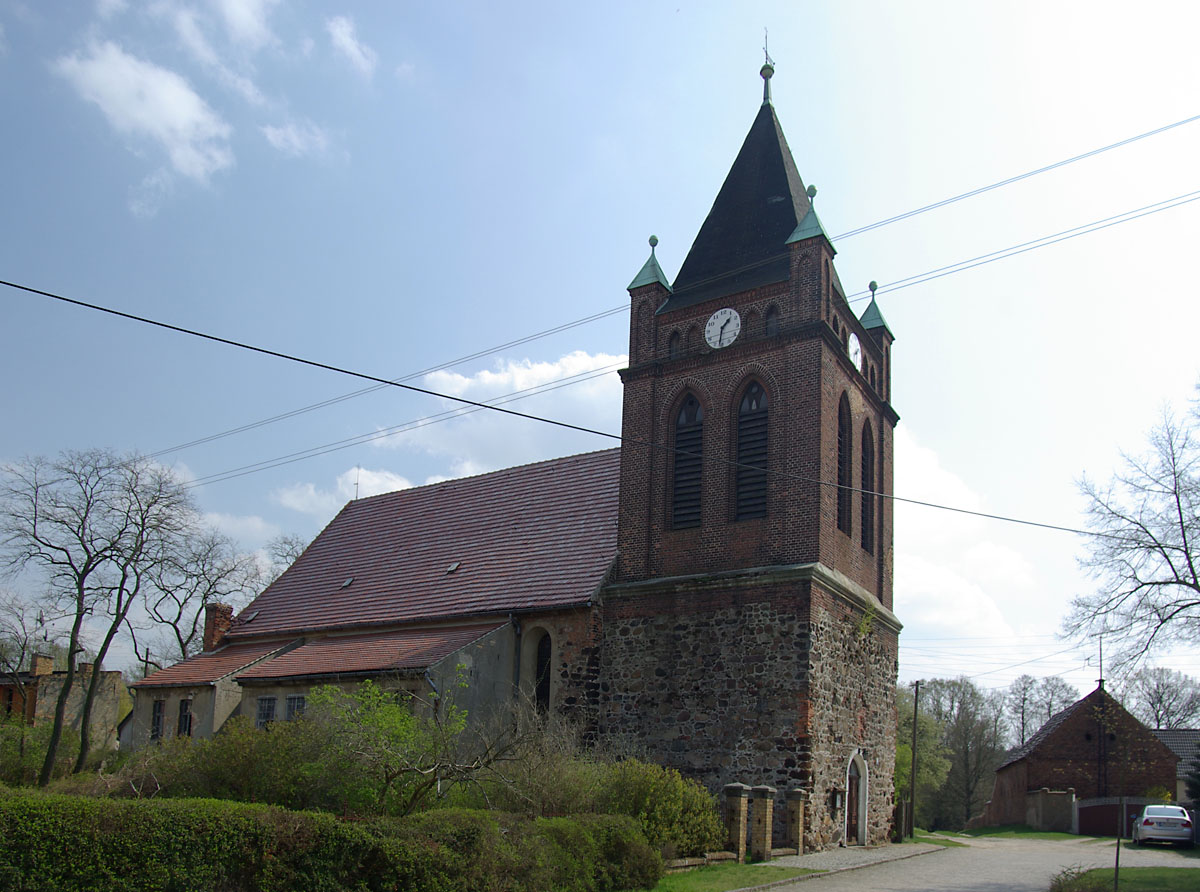
Dorfkirche Groß Kölzig (2010)

Die Dorfkirche Groß Kölzig, auch als St.-Marien-Kirche bezeichnet, ist das Kirchengebäude im Ortsteil Groß Kölzig der Gemeinde Neiße-Malxetal im Landkreis Spree-Neiße in Brandenburg. Es gehört der Kirchengemeinde Groß Kölzig im Kirchenkreis Cottbus, der Teil der Evangelischen Kirche Berlin-Brandenburg-schlesische Oberlausitz ist. Die Kirche steht unter Denkmalschutz.

## Architektur und Geschichte
Die Dorfkirche wurde im 14. Jahrhundert als Saalkirche aus Feldstein im Stil der Spätgotik gebaut, der dreiseitige Ostschluss ist verputzt. Die Glocken befanden sich bis etwa 1690 in einem neben der Kirche stehenden Glockenturm, danach erhielt die Groß Kölziger Kirche zunächst einen Fachwerkturm. Dieser wurde im Jahr 1879 abgerissen und danach, teilweise unter Verwendung von Baumaterial des alten Turms, wieder aufgebaut. Der Turmoberteil wurde aus Backsteinen neu gebaut und mit großen Klangarkaden versehen. Abgeschlossen wird der Turm durch einen Pyramidenhelm mit einer Turmkugel und Wetterfahne. Knapp unter dem Turmdach befindet sich zu allen Seiten eine Uhr, die von paarig angeordneten Blenden flankiert wird, und an den Ecken kleine Ecktürme.
An der Nord- und Südseite wurde die Kirche im 17. und 18. Jahrhundert auf fast der gesamten Länge des Kirchenschiffs mit Anbauten erweitert, einer davon ist eine Herrschaftsempore. Das westliche Portal und die Fenster des Chors wurden in ihrer heutigen Form wohl 1782 eingebaut. Der Innenraum hat eine flache Decke mit Stuckverzierungen und eine Westempore mit Ausmalungen aus dem Jahr 1934. An den Seiten befinden sich in der Kirche fünf verglaste Logen aus dem 18. Jahrhundert. Seit 2020 wird die Dorfkirche Groß Kölzig saniert, unter anderem erhielt sie inzwischen ein neues Dach.

## Ausstattung
In der Kirche befindet sich ein hölzernes Altarretabel, das im Jahr 1785 aus Resten mehrerer Aufsätze zusammengestellt wurde. Der Hauptteil stammt aus dem 17. Jahrhundert. In der Predella befindet sich ein Gemälde des Abendmahls und im Hauptfeld eine Darstellung der Auferstehung. Der Altaraufsatz wird durch eine Strahlenglorie bekrönt. Der eigentliche Altar ist ein kleiner Schnitzaltar aus der Zeit um 1530. In dessen oberem Teil befindet sich ein Marienschrein, dieser stand vermutlich früher in der zerstörten Wallfahrtskapelle auf dem Marienberg bei Groß Kölzig. Die hölzerne Kanzel wurde im 18. Jahrhundert gebaut, in den Feldern des polygonalen Kanzelkorbes sind Gemälde von Christus, Moses sowie den vier Evangelisten.
Ab 1859 befand sich in der Groß Kölziger Marienkirche eine Orgel des Crossener Orgelbauers Johann Gottlieb Schulze. Im Jahr 1934 erhielt die Kirche eine von der Firma W. Sauer Orgelbau Frankfurt (Oder) angefertigte Orgel, wobei der Prospekt der alten Orgel erhalten blieb. Die zweimanualige Orgel mit zwölf Registern wurde im Jahr 1997 durch die Erbauerfirma restauriert. Eine der Kirchenglocken wurde 1679 von Georg Billich gegossen. Die Glocke ist reich mit Ornamenten verziert und eine Inschrift in deutscher und lateinischer Sprache deutet auf ihre Entstehung hin. In der Turmhalle befindet sich ein Grabstein für das Ehepaar George Wilhelm und Johanna Erdmuthe von Berge. Vor der Kirche befinden sich weitere Inschriftgrabsteine sowie zwei Reliefgrabsteine.

## Kirchengemeinde
Im 19. Jahrhundert gehörten neben dem Pfarrdorf Groß Kölzig noch die Orte Döbern, Jocksdorf und Klein Kölzig zur Kirchengemeinde Groß Kölzig. Sie war lange Zeit der Superintendentur Forst und später dem Kirchenkreis Forst unterstellt und gehörte somit zur Evangelischen Landeskirche der älteren Provinzen Preußens. Um das Jahr 1835 herum wurde in Groß Kölzig noch in sorbischer Sprache gepredigt, der 1838 nach Groß Kölzig versetzte Pfarrer Senff hielt seit 1840 jedoch nur noch deutschsprachige Gottesdienste.
Nach dem Zerfall der Evangelischen Landeskirche der älteren Provinzen wurde der Kirchenkreis Forst ab 1945 von der Evangelischen Kirche in Berlin-Brandenburg verwaltet. Spätestens ab 1985 gehörte Groß Kölzig zum Kirchenkreis Spremberg, der wiederum am 1. Juli 1998 im Kirchenkreis Senftenberg-Spremberg aufging. Dieser gehörte seit Januar 2004 zur Evangelischen Kirche Berlin-Brandenburg-schlesische Oberlausitz. Am 1. Juni 2011 schlossen sich die Kirchengemeinden Groß Kölzig, Eichwege und Hornow zum Pfarrsprengel Trinitatis zusammen. Der Kirchenkreis Senftenberg-Spremberg wurde am 1. Januar 2020 aufgelöst, seitdem ist die Kirchengemeinde Groß Kölzig dem Kirchenkreis Cottbus unterstellt. Zum 31. Dezember 2023 wurde der Pfarrsprengel Trinitatis aufgelöst. Die Kirchengemeinden Eichwege und Hornow bilden zusammen seit dem 1. Januar 2024 mit den Kirchengemeinden Döbern und Groß-Luja/Graustein die Gesamtkirchgemeinde Spree-Malxe-Tal. Die Kirchengemeinde Groß Kölzig ist mit gleichem Datum eigenständig geworden.